# Maurice Steijn
Maurice Steijn (La Haya, Países Bajos, 20 de noviembre de 1973) es un exjugador y entrenador de fútbol neerlandés. Actualmente dirige al Sparta Rotterdam de la Eredivisie.

## Carrera como jugador
Steijn nació en Moerdijk y creció en Gaarden. Comenzó en VIOS y se unió a ADO Den Haag a la edad de siete años, primero en la rama amateur y luego con los profesionales. Steijn jugó un total de 98 partidos con el club de La Haya entre 1993 y 1999 y marcó seis goles. Tras esto, jugó dos temporadas más en el NAC Breda donde disputó 36 encuentros y anotó 1 gol, para ponerle más tarde fin a su carrera como jugador en 2001 tras una serie de lesiones.

## Carrera como entrenador

### ADO Den Haag
Steijn tiene una Licenciatura en Educación y ha enseñado en educación primaria. Como entrenador, comenzó como asistente de Bob Kootwijk en la rama amateur de ADO Den Haag y también entrenó a equipos juveniles. Posteriormente, pasó a ser asistente del primer equipo y hasta el 30 de marzo de 2010 también entrenó al filial del club, antes de ser nombrado entrenador interino del primer equipo tras la destitución de Raymond Atteveld.
Tras la marcha de John van den Brom al Vitesse el 30 de junio de 2011, Steijn fue nombrado entrenador del ADO. El 5 de febrero de 2014, después de tres años en el banquillo, fue despedido tras una derrota ante el Heracles Almelo, y fue sucedido por su asistente, el exdefensor Henk Fraser.

### VVV-Venlo
El 24 de junio de 2014, se anunció que Steijn se comprometió como nuevo entrenador de VVV-Venlo por dos años. En una etapa anterior había rechazado una oferta del equipo de Venlo, pero luego aceptó el trato del equipo de la Eerste Divisie. Su contrato a punto de expirar se extendió por otros dos años a principios de 2016.
En su tercer año, el equipo consiguió proclamarse campeón y así conseguir el ascenso a la Eredivisie. Por este logro, Steijn recibió el Toro de Oro al final de la temporada 2016-17, una elección basada en los votos tanto de los entrenadores y capitanes como de la afición. Además, también ganó el Premio Rinus Michels, un premio que le otorgaron sus colegas (CBV) y la KNVB durante el congreso nacional de entrenadores. El 26 de junio de 2017, VVV y Steijn acordaron extender el contrato por un año más. El club logró mantenerse en la Eredivisie con Steijn en su primera temporada. A pesar del interés de otros clubes, ambas partes acordaron posteriormente un nuevo compromiso hasta el 1 de julio de 2021. Tras la segunda temporada de la Eredivisie, en la que el VVV logró finalizar en el puesto N°12, el interés por el oriundo de La Haya creció en Holanda y en el extranjero.

### Al-Wahda
El 9 de junio de 2019, Steijn firmó un lucrativo contrato con el Al-Wahda de los Emiratos Árabes Unidos, donde sucedió a su compatriota Henk ten Cate. A principios de octubre de 2019, fue despedido después de apenas tres encuentros.

### NAC Breda
En julio de 2020, se anunció que NAC Breda había designado a Steijn como entrenador con un contrato por tres temporadas. En junio de 2021, decidió presentar la renuncia luego de sufrir amenazas por parte de los aficionados.

### Sparta Rotterdam
El 23 de febrero de 2022, se anunció que Steijn se convertiría en el entrenador del Sparta Rotterdam a partir de la temporada 2022-2023 y firmaría un contrato por dos temporadas. Después de la partida de Henk Fraser como entrenador el 24 de abril, fue designado temprano como su sucesor al día siguiente por lo que su contrato entró en vigor de inmediato. En ese momento, el club estaba en el último lugar con solo cuatro juegos por jugar, pero logró evitar el descenso a la Eerste Divisie. En la temporada 2022-23 finalizó en la sexta ubicación y se clasificó de la segunda fase de clasificación de la Conference League. En la final de los play-offs, el equipo empató contra el Twente en el partido de ida, pero perdió por 1-0 en Grolsch Veste, lo que significó que Sparta no se clasificase a la competición europea.

### Ajax
El 14 de junio de 2023, Steijn fue anunciado como entrenador del Ajax y firmó un contrato de tres años.El 23 de octubre de 2023, un día después de que una derrota por 4-3 ante el FC Utrecht lo dejara penúltimo en la tabla de la Eredivisie, el club anunció su despido.

### Nueva etapa en el Sparta Rotterdam
El 4 de noviembre de 2024, inició su segundo ciclo al frente del Sparta Rotterdam.

## Clubes

### Como jugador
| Club         | País         | Año       |
| ------------ | ------------ | --------- |
| ADO Den Haag | Países Bajos | 1993-1999 |
| NAC Breda    | Países Bajos | 1999-2001 |

### Como entrenador
| Club             | País         | Año           |
| ---------------- | ------------ | ------------- |
| ADO Den Haag     | Países Bajos | 2010          |
| ADO Den Haag     | Países Bajos | 2011-2014     |
| VVV-Venlo        | Países Bajos | 2014-2019     |
| Al-Wahda         | EAU          | 2019          |
| NAC Breda        | Países Bajos | 2020-2021     |
| Sparta Rotterdam | Países Bajos | 2022-2023     |
| Ajax             | Países Bajos | 2023          |
| Sparta Rotterdam | Países Bajos | 2024-presente |

## Estadísticas como entrenador
| Equipo                          | Div.                | Temporada           | Liga  | Liga | Liga | Liga | Liga |       | Copa | Copa | Copa | Copa  |   | Internacional | Internacional | Internacional | Internacional | Internacional |   | Otros | Otros | Otros | Otros |     | Totales     | Totales | Totales | Totales | Totales | Totales | Totales | Totales |
| Equipo                          | Div.                | Temporada           | Part. | G    | E    | P    | Pos. | Part. | G    | E    | P    | Part. | G | E             | P             | Pos.          | Part.         | G             | E | P     | Part. | G     | E     | P   | Rendimiento | GF      | GC      | Dif.    |         |         |         |         |
| ------------------------------- | ------------------- | ------------------- | ----- | ---- | ---- | ---- | ---- | ----- | ---- | ---- | ---- | ----- | - | ------------- | ------------- | ------------- | ------------- | ------------- | - | ----- | ----- | ----- | ----- | --- | ----------- | ------- | ------- | ------- | ------- | ------- | ------- | ------- |
| ADO Den Haag · Países Bajos     | 1.ª                 | 2009-10             | 5     | 2    | 0    | 3    | 15.º | -     | -    | -    | -    | -     | - | -             | -             | -             | -             | -             | - | -     | 5     | 2     | 0     | 3   | 40%         | 10      | 8       | +2      |         |         |         |         |
| ADO Den Haag · Países Bajos     | 1.ª                 | 2011-12             | 34    | 8    | 8    | 18   | 15.º | 2     | 1    | 0    | 1    | 4     | 3 | 0             | 1             | 3ªR           | -             | -             | - | -     | 40    | 12    | 8     | 20  | 36.67%      | 48      | 75      | -27     |         |         |         |         |
| ADO Den Haag · Países Bajos     | 1.ª                 | 2012-13             | 34    | 9    | 13   | 12   | 9.º  | 2     | 1    | 0    | 1    | -     | - | -             | -             | -             | -             | -             | - | -     | 36    | 10    | 13    | 13  | 39.82%      | 51      | 64      | -13     |         |         |         |         |
| ADO Den Haag · Países Bajos     | 1.ª                 | 2013-14             | 22    | 6    | 2    | 14   | Inc. | 2     | 1    | 0    | 1    | -     | - | -             | -             | -             | -             | -             | - | -     | 24    | 7     | 2     | 15  | 31.95%      | 29      | 53      | -24     |         |         |         |         |
| ADO Den Haag · Países Bajos     | Total               | Total               | 95    | 25   | 23   | 47   | -    | 6     | 3    | 0    | 3    | 4     | 3 | 0             | 1             | -             | -             | -             | - | -     | 105   | 31    | 23    | 51  | 36.82%      | 138     | 200     | -62     |         |         |         |         |
| VVV-Venlo · Países Bajos        | 2.ª                 | 2014-15             | 38    | 16   | 12   | 10   | 7.º  | 3     | 1    | 1    | 1    | -     | - | -             | -             | -             | 4             | 1             | 1 | 2     | 45    | 18    | 14    | 13  | 50.37%      | 52      | 49      | +3      |         |         |         |         |
| VVV-Venlo · Países Bajos        | 2.ª                 | 2015-16             | 36    | 23   | 6    | 7    | 2.º  | 1     | 0    | 0    | 1    | -     | - | -             | -             | -             | 2             | 0             | 1 | 1     | 39    | 23    | 7     | 9   | 58.33%      | 88      | 48      | +40     |         |         |         |         |
| VVV-Venlo · Países Bajos        | 2.ª                 | 2016-17             | 38    | 25   | 5    | 8    | 1.º  | 2     | 1    | 0    | 1    | -     | - | -             | -             | -             | -             | -             | - | -     | 40    | 26    | 5     | 9   | 69.17%      | 78      | 37      | +41     |         |         |         |         |
| VVV-Venlo · Países Bajos        | 1.ª                 | 2017-18             | 34    | 7    | 13   | 14   | 15.º | 3     | 2    | 0    | 1    | -     | - | -             | -             | -             | -             | -             | - | -     | 37    | 9     | 13    | 15  | 36.03%      | 42      | 59      | -17     |         |         |         |         |
| VVV-Venlo · Países Bajos        | 1.ª                 | 2018-19             | 34    | 11   | 8    | 15   | 12.º | 2     | 1    | 0    | 1    | -     | - | -             | -             | -             | -             | -             | - | -     | 36    | 12    | 8     | 16  | 40.74%      | 50      | 65      | -15     |         |         |         |         |
| VVV-Venlo · Países Bajos        | Total               | Total               | 180   | 82   | 44   | 54   | -    | 11    | 5    | 1    | 5    | -     | - | -             | -             | -             | 6             | 1             | 2 | 3     | 197   | 88    | 47    | 62  | 52.62%      | 310     | 258     | +52     |         |         |         |         |
| Al-Wahda · EAU                  | 1.ª                 | 2019-20             | 3     | 1    | 0    | 2    | Inc. | 3     | 2    | 1    | 0    | 2     | 0 | 1             | 1             | 1/8           | -             | -             | - | -     | 8     | 3     | 2     | 3   | 45.83%      | 16      | 14      | +2      |         |         |         |         |
| Al-Wahda · EAU                  | Total               | Total               | 3     | 1    | 0    | 2    | -    | 3     | 2    | 1    | 0    | 2     | 0 | 1             | 1             | -             | -             | -             | - | -     | 8     | 3     | 2     | 3   | 45.83%      | 16      | 14      | +2      |         |         |         |         |
| NAC Breda · Países Bajos        | 2.ª                 | 2020-21             | 38    | 22   | 7    | 9    | 5.º  | 1     | 0    | 0    | 1    | -     | - | -             | -             | -             | 3             | 1             | 1 | 1     | 42    | 23    | 8     | 11  | 61.11%      | 81      | 51      | +30     |         |         |         |         |
| NAC Breda · Países Bajos        | Total               | Total               | 38    | 22   | 7    | 9    | -    | 1     | 0    | 0    | 1    | -     | - | -             | -             | -             | 3             | 1             | 1 | 1     | 42    | 23    | 8     | 11  | 61.11%      | 81      | 51      | +30     |         |         |         |         |
| Sparta Rotterdam · Países Bajos | 1.ª                 | 2021-22             | 4     | 3    | 1    | 0    | 14.º | -     | -    | -    | -    | -     | - | -             | -             | -             | -             | -             | - | -     | 4     | 3     | 1     | 0   | 83.33%      | 8       | 3       | +5      |         |         |         |         |
| Sparta Rotterdam · Países Bajos | 1.ª                 | 2022-23             | 34    | 17   | 8    | 9    | 6.º  | 2     | 1    | 0    | 1    | -     | - | -             | -             | -             | 4             | 1             | 1 | 2     | 40    | 19    | 9     | 12  | 55%         | 67      | 44      | +23     |         |         |         |         |
| Ajax · Países Bajos             | 1.ª                 | 2023-24             | 7     | 1    | 2    | 4    | Inc. | -     | -    | -    | -    | 4     | 1 | 2             | 1             | Inc.          | -             | -             | - | -     | 11    | 2     | 4     | 5   | 30.3%       | 19      | 22      | -3      |         |         |         |         |
| Ajax · Países Bajos             | Total               | Total               | 7     | 1    | 2    | 4    | -    | -     | -    | -    | -    | 4     | 1 | 2             | 1             | -             | -             | -             | - | -     | 11    | 2     | 4     | 5   | 30.3%       | 19      | 22      | -3      |         |         |         |         |
| Sparta Rotterdam · Países Bajos | 1.ª                 | 2024-25             | 23    | 7    | 7    | 9    | 12.º | 1     | 0    | 1    | 0    | -     | - | -             | -             | -             | -             | -             | - | -     | 24    | 7     | 8     | 9   | 40.28%      | 28      | 27      | +1      |         |         |         |         |
| Sparta Rotterdam · Países Bajos | 1.ª                 | 2025-26             | 2     | 1    | 0    | 1    | -    | 0     | 0    | 0    | 0    | -     | - | -             | -             | -             | -             | -             | - | -     | 2     | 1     | 0     | 1   | 50%         | 3       | 7       | -4      |         |         |         |         |
| Sparta Rotterdam · Países Bajos | Total               | Total               | 63    | 28   | 16   | 19   | -    | 3     | 1    | 1    | 1    | -     | - | -             | -             | -             | 4             | 1             | 1 | 2     | 70    | 30    | 18    | 22  | 51.43%      | 106     | 81      | +25     |         |         |         |         |
| Total en su carrera             | Total en su carrera | Total en su carrera | 386   | 159  | 92   | 135  | -    | 24    | 11   | 3    | 10   | 10    | 4 | 3             | 3             | -             | 13            | 3             | 4 | 6     | 433   | 177   | 102   | 154 | 48.73%      | 670     | 626     | +44     |         |         |         |         |
| 1. 2. 3.                        |                     |                     |       |      |      |      |      |       |      |      |      |       |   |               |               |               |               |               |   |       |       |       |       |     |             |         |         |         |         |         |         |         |

### Resumen por competiciones
| Competición                 | Partidos | Ganados | Empatados | Perdidos | %      |
| --------------------------- | -------- | ------- | --------- | -------- | ------ |
| Eerste Divisie              | 159      | 88      | 33        | 38       | 62.27% |
| Eredivisie                  | 237      | 73      | 63        | 101      | 39.66% |
| Copa de los Países Bajos    | 21       | 9       | 2         | 10       | 46.03% |
| UAE Pro League              | 3        | 1       | 0         | 2        | 33.33% |
| Copa de Liga de los EAU     | 3        | 2       | 1         | 0        | 77.78% |
| Liga Europea de la UEFA     | 8        | 4       | 2         | 2        | 58.33% |
| Liga de Campeones de la AFC | 2        | 0       | 1         | 1        | 16.67% |
| TOTAL                       | 433      | 177     | 102       | 154      | 48.73% |

## Palmarés

### Como entrenador

#### Campeonatos nacionales
| Título         | Club      | País         | Año     |
| -------------- | --------- | ------------ | ------- |
| Eerste Divisie | VVV-Venlo | Países Bajos | 2016-17 |